# Barry Zweig
Barry Zweig (* 7. Februar 1942 in Detroit; † 15. März 2020 in Kalifornien) war ein US-amerikanischer Jazz- und Studiomusiker (Gitarre), der in der Musikszene von Los Angeles aktiv war.

## Leben und Wirken
Zweig begann mit vier Jahren Musik zu spielen; mit 15 Jahren entdeckte er die Gitarre. Seine erste Aufnahmesession hatte im Alter von 17 Jahren bei Capitol Records. Er tourte mit Buddy Rich und Sammy Davis Jr., zu hören auf deren gemeinsamen Album The Sounds of ’66 (Reprise). In den folgenden Jahren gehörte er der Buddy Rich Big Bandan; daneben arbeitete er in Kalifornien mit Leroy Vinnegar (The Kid, 1976), weiterhin mit Peggy Lee, Willie Bobo, Doc Severinsen, Ray Conniff, Henry Mancini, Andy Williams, Don Ellis und Abe Most.
Mit Bobby Shew, Tom Collier, Abraham Laboriel und Peter Donald nahm Zweig 1977/78 sein einziges Album Desert Vision (Jazz Chronicles) auf. In den 1980er- und 1990er-Jahren spielte er u. a. in den Bigbands von Bill Holman, Ray Anthony und Charley Najar, bei Frank Capp Juggernaut, im Bill Elliott Swing Orchestra, im Dave Pell Octet und in den Bands von Herb Alpert (Midnight Sun, 1992), Rick Poppe, Gene Estes, John Pisano (Guitar Night). In seinen späteren Jahren arbeitete er als Begleitmusiker von Sängerinnen wie Keely Smith (Keely Swings Basie-Style ... With Strings, 2002), Dinah Shore, Diane Hubka, Sandra Booker und Jackie Ryan (This Heart of Mine), ferner mit Ron Kalina, Al McKibbon, Emil Richards und Paul Gormley.
Im Bereich des Jazz war Zweig laut Tom Lord zwischen 1966 und 2014 an 35 Aufnahmesessions beteiligt, zuletzt mit Sue Raney. Im Herbst 2019 hatte er seinen letzten Auftritt im Lighthouse Cafe in Hermosa Beach. Er starb Mitte März 2020 infolge von Komplikationen durch Morbus Crohn.